# Бунгароиден хоплоцефал
Бунгароиден хоплоцефал (Hoplocephalus bungaroides) е отровна змия от семейство Аспидови.

## Физически характеристики
Малка змия, на дължина достига максимум 0,9 метра (според някои автори до 0,6 m). Женските са по-едри и дълги от мъжките. Главата ясно е отделена от тялото. На цвят е черна с жълта до бяла мрежовидна (кръстата) шарка. Много рядко е тъмносива или чисто черна. Коремът е жълтеникав, светъл. Очите са големи, кръгли с голяма зеница. Няколко вида смоци имитират украската и.
Силно отровна змия. Отровата е невротоксична. След ухапване смъртноста е над 90%. Характерно за този вид змии е, че зад отровните имат два реда куковидни зъба.

## Разпространение и местообитание
Австралия, щата Нов Южен Уелс. Среща се единствено в радиус 200 километра около Сидни. Преди е живяла в почти цяла Австралия, но вече е изчезнала. Има я само на двайсетина каменисти хълма и каменни плата, които се издигат на 600—700 метра над околните равнини. Ареалът и намалява непрекъснато.
Живее в каменни цепнатини и дупки. Никога не е намирана на място без скали и камъни.

## Начин на живот
Активна нощем. Много бърза и агресивна змия. Основно се храни с гущери, като кадифен гекон (Oedura lesuerii) и насекоми. Издържа повече от година без храна. Живородна. Новородените са изключително големи спрямо възрастен екземпляр и достигат до 0,18 – 0,21 m.

## Природозащитен статус
Поне два пъти вида е обявяван за изчезнал в природата, а после е откриван наново. Една от най-редките змии на Земята. В цял свят е забранена търговията с хоплоцефали. В Австралия само притежанието ѝ се води криминално деяние. Сред колекционерите цената „на черно“ на един хоплоцефал достига десетки хиляди долари. В Австралия е стартирана програма за спасяване на вида. Изкуствено развъждани хоплоцефали биват пускани в природата. По последни данни през 2004 година се смята, че в природата са останали по малко от 1000 екземпляра и се развъждат изкуствено като се поставят чипове за проследяване на индивидите.